# سياران كارسون
سياران كارسون (1948 - 2019)، هو شاعر وروائي من أيرلندا الشمالية.
ولد سياران كارسون في بلفاست. كان والده، وليام، ساعي البريد وأمه ، ماري، عملت في مصانع الكتان. أمضى سنواته الأولى في شارع فولز روود حيث التحق بمدرسة سليت ستريت ثم مدرسة سانت غال الابتدائية، ثم التحق بمدرسة القواعد الخاصة بإخوة القديسة ماري المسيحية قبل الانتقال إلى جامعة كوينز بلفاست (QUB) لدراسة الأدب الإنجليزي.
بعد التخرج عمل لأكثر من عشرين عامًا كمسؤول عن الفنون التقليدية في مجلس الفنون في أيرلندا الشمالية . في عام 1998 تم تعيينه أستاذا للغة الإنجليزية، وكان مدير مركز Seamus Heaney للشعر . تقاعد في عام 2016 لكنه ظل مرتبطًا بالمنظمة بدوام جزئي.كان يقيم في بلفاست.
توفي في 6 أكتوبر 2019 عن عمر 70 عامًا. ترك عدد كبير من الدواوين الشعرية.